# Leo Slezak
Leo Slezak (18. srpna 1873 Šumperk, Rakousko-Uhersko – 1. června 1946 Rottach-Egern, Německo) byl věhlasný operní tenorista a později také filmový herec. Rodák ze Šumperka vystudoval v Brně a působil ve Vídeňské státní i newyorské Metropolitní opeře, proslul především jako wagnerovský a verdiovský pěvec. Po konci operní kariéry se věnoval filmu, zejména v komediálních a zpívajících rolích.

## Život
Narodil se v Šumperku (tehdy Mährisch-Schönberg) v českoněmecké rodině. Otec Leo Rudolf Slezák, původem z Nenakonic, hospodařil na rodinném mlýně. Budova tzv. Malého mlýna dodnes stojí v ulici Adolfa Kašpara. Matka Anna, rozená Krätschmerová byla dcera mlynáře z Krenišova. Do šumperské matriky bylo zapsáno příjmení novorozence i rodičů s „á“, jelikož se otec hlásil k národnosti české.
Z finančních důvodů se rodina přestěhovala do Brna, kde Leo začal chodit do školy. Nebyl dobrý student, škola ho nebavila, často vyrušoval a reálné gymnázium nedokončil. Šel se učit zahradníkem, ale zakrátko usoudil, že vyzkouší raději zámečnické řemeslo. V učení strávil tři roky, ale nejvíc ho lákalo divadlo, chtěl se stát činoherním komikem. Působil tam jako statista a při jednom z představení si jeho hlasu povšiml barytonista Adolf Robinson. Dával zdarma Slezákovi hodiny zpěvu a na jeho přímluvu byl devatenáctiletý Leo Slezak přijat jako elév do operního souboru německého divadla. Podle smlouvy v prvním roce nevystupoval, ale měl za povinnost nastudovat tři operní role.

### Operní dráha
V roce 1896 debutoval v titulní roli Lohengrina, v roce 1898 přešel do Královské dvorní opery v Berlíně, kde však nebyl angažován, načež již po jednom roce přesídlil do Vratislavi. Zde se seznámil se svou pozdější manželkou, herečkou Elisabeth Wertheimovou (1874–1944). Poté následovala hostování v Londýně a Vídni, kde byl přijat s nadšením. Od září 1901 byl stálým členem sboru Vídeňské státní opery (roku 1926 se stal čestným členem) a začala jeho úspěšná kariéra. Roku 1907 studoval v Paříži u světoznámého tenoristy Jeana de Reszke, kde si vycizeloval styl pro světovou kariéru. Roku 1909 podepsal tříletou smlouvu s Metropolitní operou v New Yorku, kde byl oslavován jako wagnerovský a verdiovský pěvec. Když při jednom z hostování v Rusku vypukla první světová válka, musel spěšně odjet a byl poté Vídeňany znovu přijat s otevřenou náručí. 
Proslavil se nejen na operní scéně, ale také jako zpěvák písní. Pravidelně se vracel do Brna na pohostinská vystoupení v Novém německém divadle a několikrát zavítal se svým recitálem i do rodného Šumperka. V dubnu 1934 vystoupil ve své poslední roli jako Othello na jevišti Vídeňské státní opery, kde během své dlouhé kariéry nastudoval 44 rolí a odehrál více než tisíc představení.
Jeho hlasový obor byl hrdinný tenor, jeho pianissimo bylo takřka legendární, a i na tehdejších gramofonových nahrávkách, které byly technicky velmi nedokonalé, fascinuje svým hlasem a také úžasnou srozumitelností textu. Svou výškou 195 cm a hmotností téměř 150 kg byl i opticky výrazným zjevem.

### Filmová kariéra
Roku 1932 započala jeho druhá kariéra hvězdy německé kinematografie.Natočil kolem 45 filmů, v nichž ztvárnil zejména komické role a téměř ve všech také zpíval. Mezi nejznámější tituly patří La Paloma (1934), Gasparone (1937) a Es war eine rauschende Ballnacht (1939).

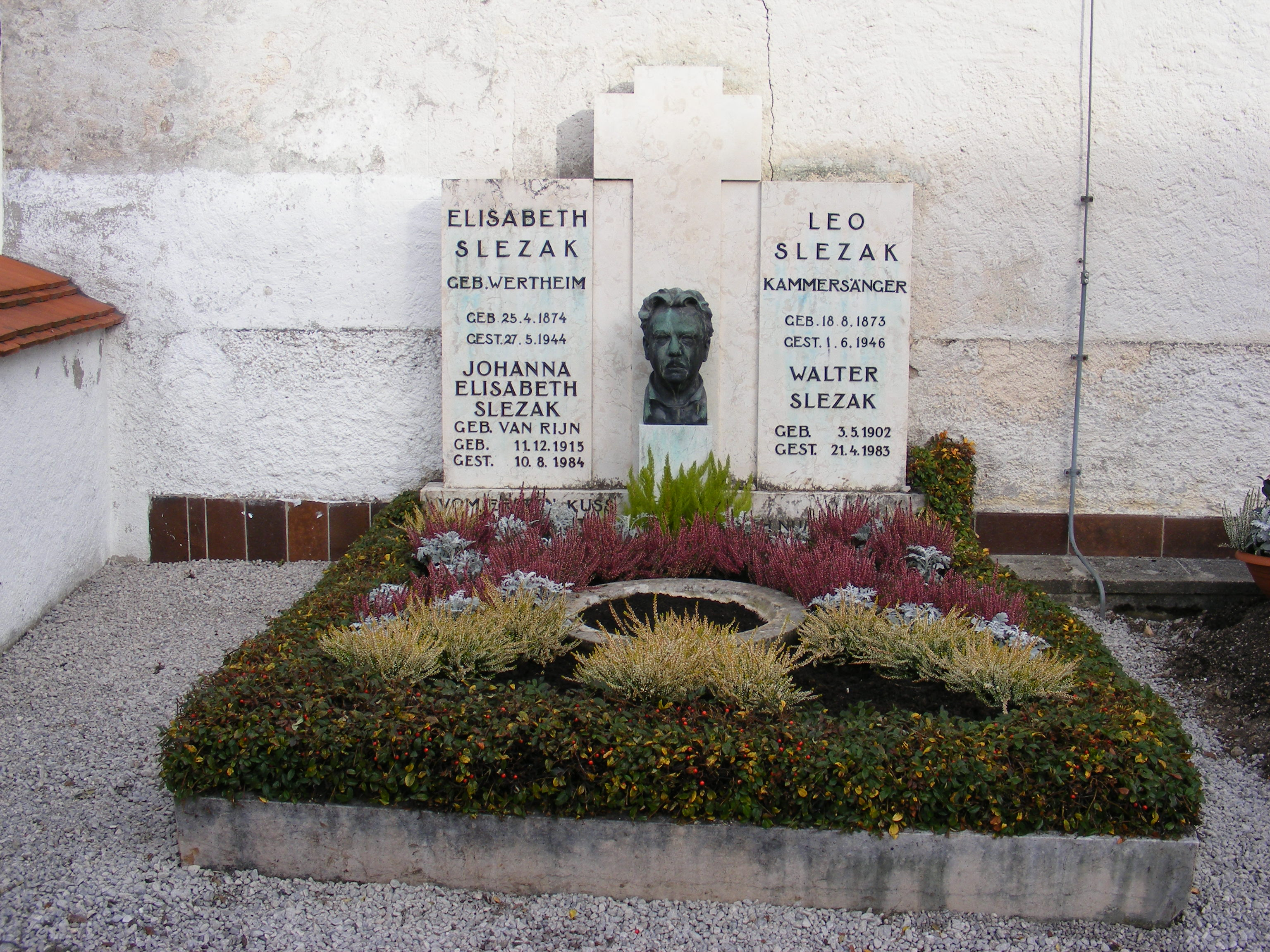
Hrob Leo Slezaka s rodinou na hřbitově Rottach-Egern

Nespočet anekdot, jejichž věrohodnost je však spíše pochybná, vypovídá o Slezakově velikém smyslu pro humor, který jej neopouštěl ani na jevišti: když jednou při představení „Lohengrina“ jeden z jevištních techniků příliš brzy vypustil labuť, předtím, než do ní tenorista nastoupil, načež se měl užaslého publika zeptat: „Promiňte prosím, kdy jede další labuť?“; tento bonmot prý našel uplatnění dokonce i v hovorovém jazyce.
Leo Slezak žil převážně ve Vídni, od května 1938 v Berlíně, ve volných chvílích od roku 1911 ve staré selské usedlosti v Egernu na Tegernském jezeře, kde se také spřátelil s Georgem Hirthem a spisovateli L. Thomou a L. Ganghoferem. Ve Vídni se stal členem lóže svobodných zednářů. Své poslední roky života strávil v Rottach-Egernu v Bavorsku, kde byl po smrti také pohřben po boku své ženy Elisabeth. Jeho děti Walter (1902–1983) a Margarethe (1901–1953) se také vydaly po cestě divadelních prken, Walter se proslavil v USA jako filmová hvězda. Margarethe byla operní zpěvačkou.

## Odkaz
Roku 1960 byla po něm ve vídeňské části Währing (18. okrsek) pojmenována ulice Leo-Slezak-Gasse. Slezakova busta byla v roce 2013 umístěna do foyer Mahenova divadla v Brně. U příležitosti 150. narozenin mu rodný Šumperk udělil v roce 2023 čestné občanství a pojmenoval po něm jednu ze svých ulic, dřívější Tatranskou.

## Spisy
Napsal také několik knih, v nichž humorným způsobem popisuje svůj pohnutý život:
- 1922: Meine sämtlichen Werke. Rowohlt, Berlín
- 1927: Der Wortbruch. Rowohlt, Berlín
- 1940: Rückfall. Rowohlt, Berlín
- 1948: Mein Lebensmärchen. Piper, Mnichov

## Filmy
| - 1932: Der Frauendiplomat - 1932: Skandal in der Parkstraße - 1932: Ein toller Einfall - 1932: Kvarteto lásky (Moderne Mitgift) - 1932: Die Galavorstellung der Fratinellis / Spione im Savoy-Hotel - 1932: Kavalíři od Maxima (Die Herren vom Maxim) - 1933: Ich und die Kaiserin - 1933: Unser Kaiser / Mein Liebster ist ein Jägersmann - 1933: Großfürstin Alexandra - 1934: Freut Euch des Lebens - 1934: Musik im Blut - 1934: La Paloma. Ein Lied der Kameradschaft - 1934: Vídeňské povídky (G'schichten aus dem Wienerwald) - 1934: Její největší úspěch (Ihr größter Erfolg) - 1934: Der Herr ohne Wohnung - 1934: Jízda do mládí (Die Fahrt in die Jugend) - 1935: Die blonde Carmen - 1935: Tanzmusik - 1935: Svět se točí kolem lásky (Die ganze Welt dreht sich um Liebe) - 1935: Markýza Pompadour (Die Pompadour) - 1935: Cirkus Saran (Zirkus Saran / Knox und die lustigen Vagabunden) - 1935: Valčík pod věží (Sylvia und ihr Chauffeur / Ein Walzer um den Stephansturm) - 1935: Eine Nacht an der Donau | - 1935: Herbstmanöver - 1935: Unsterbliche Melodien - 1935: Die lustigen Weiber - 1935: Postilion z Lonjumeau (Der König lächelt – Paris lacht) - 1936: Rendezvous ve Vídni (Rendezvous in Wien) - 1936: Konfetti (Confetti) - 1936: Das Frauenparadies - 1936: Píseň drožkáře (Liebe im Dreivierteltakt / Der letzte Wiener Fiaker) - 1937: Die glücklichste Ehe der Welt / Die glücklichste Ehe von Wien - 1937: Husaren, heraus! - 1937: Gasparone, veselý dobrodruh (Gasparone) - 1938: Der Mann, der nicht nein sagen kann - 1938: Heimat - 1938: Die 4 Gesellen - 1939: Frau am Steuer - 1939: Valčík z Oněgina (Es war eine rauschende Ballnacht) - 1940: Golowin jde městem (Golowin geht durch die Stadt) - 1940: Pán v domě (Der Herr im Haus) - 1940: Růže z Tyrol (Rosen in Tirol) - 1940: Operette - 1941: Alles für Gloria - 1943: Dobrodružství barona Prášila (Münchhausen) - 1943: Geliebter Schatz |